# Cyclosternum kochi
Cyclosternum kochi är en spindelart som först beskrevs av Anton Ausserer 1871.  Cyclosternum kochi ingår i släktet Cyclosternum och familjen fågelspindlar.
Artens utbredningsområde är Venezuela. Inga underarter finns listade i Catalogue of Life.